# Конрад фон Хоенлое-Браунек-Романя
Конрад фон Хоенлое-Браунек-Романя (на немски: Konrad von Hohenlohe-Brauneck-Romagna; * ок. 1192, Вайкерсхайм; † 1249) е граф на Романя, Молизе, господар на Хоенлое-Браунек (1209 – 1249).

## Произход
Той е третият син на господар Хайнрих фон Вайкерсхайм-Хоенлое († сл. 1212) и съпругата му Аделхайд фон Лангенбург-Гунделфинген († сл. 1230). Брат е на Андреас († ок. 1269), тевтонец, Фридрих († сл. 1220, тевтонец), Хайнрих фон Хоенлое († 1249, тевтонец), и на граф Готфрид I фон Хоенлое-Романя († 1254/1255).
След смъртта на баща му фамилията се разделя на Хоенлое и Хоенлое-Браунек. След смъртта на Конрад фамилията му се разделя на линиите Хоенлое-Халтенбергщетен и Хоенлое-Браунек.

## Фамилия
Конрад се жени ок. 1223 г. за Петриса фон Бюдинген (* ок. 1194; † сл. 1249), бургграфиня от Бюдинген-Гелнхаузен, наследничка на Ветерау, най-голямата от петте дъщери на Герлах II фон Бюдинген, бургграф на Гелнхаузен († пр. 1247), и първата му съпруга Мехтхилд фон Цигенхайн († 1229), дъщеря на граф Рудолф II фон Цигенхайн. Те имат децата:
- Хайнрих I фон Хоенлое-Браунек-Нойхауз († сл. 4 октомври 1267/1268), господар на Браунек-Нойхауз, Хоенлое-Халтенбергщетен (1249 – 1268), баща на двама сина и една дъщеря
- Конрад фон Хоенлое († сл. 1251), господар на Хоенлое-Браунек-Нойхауз (fl. 1245 – 1251), женен за дъщеря на херцог Конрад I фон Тек
- Андреас († 1249), приор на Ноймюнстер във Вюрцбург 1245
- Готфрид фон Хоенлое-Браунек (I/II) фон Хоенлое-Браунек (* 1232; † 1312), господар на Хоенлое-Браунек-Браунек (1249/1273 – 1306/1312), женен I. за Вилибирг († 1278), II. сл. 1278 г. за Елизабет фон Кирбург († 1305)
- Мехтилд фон Хоенлое-Браунек († 1293), омъжена I. за пфалцграф Конрад фон Тюбинген († ок. 1253), II. 1253 г. за Рупрехт II фон Дюрн, господар на Форхтенберг († 1306)